# Олесь Кромпляс

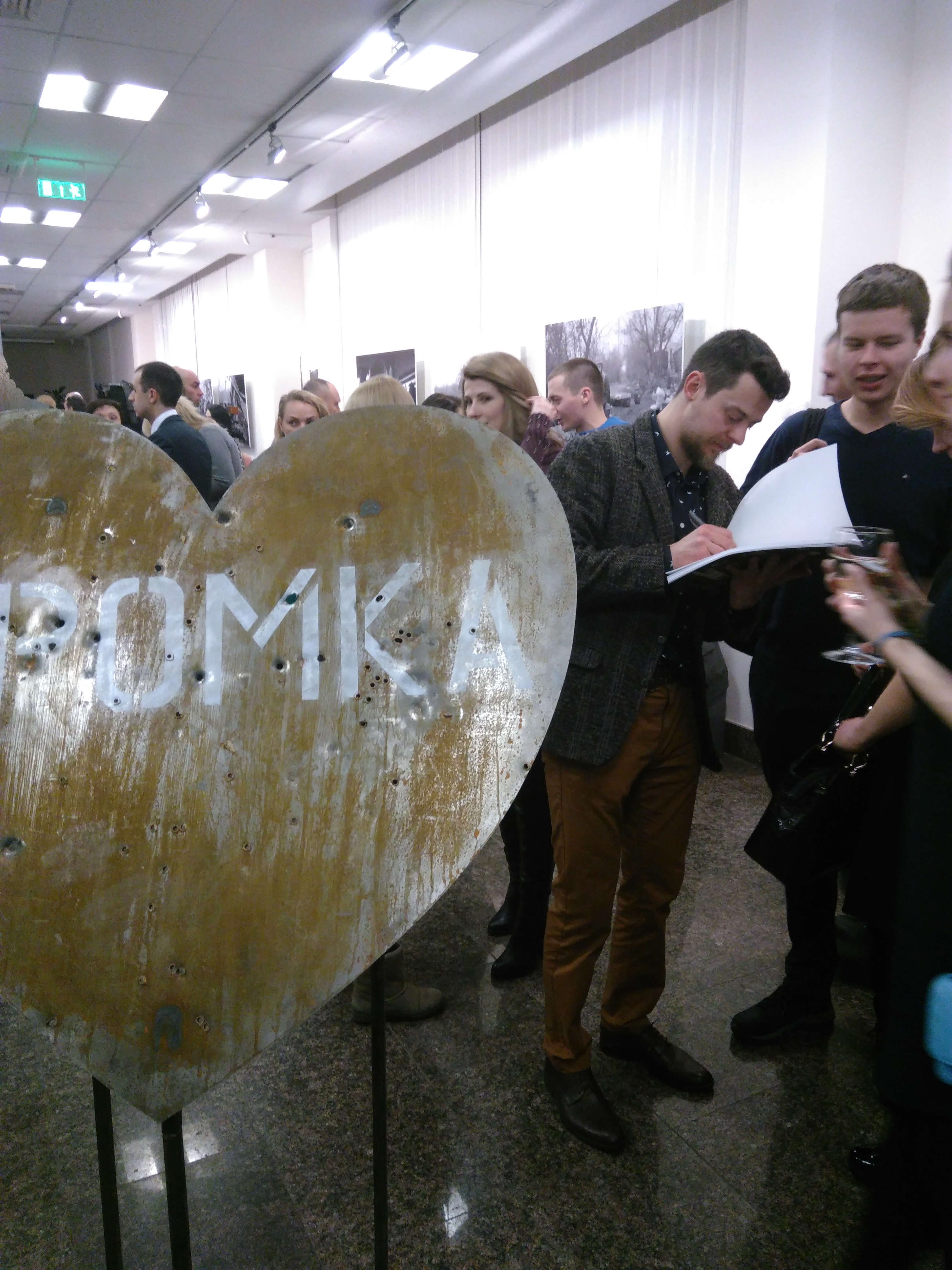
Олесь Кромпляс підписує фотоальбом під час відкриття фотовиставки «Промка» в Музеї історії Києва, 17 лютого 2017

Олесь Кромпляс (народився 26 грудня 1983 в Миргороді на Полтавщині) — український журналіст-фрілансер, військовий фотограф, громадський діяч. Постійно працює маркетологом. 

## Життєпис
Змалку мешкає в Києві. Батьки — наукові співробітники в Інституті електродинаміки Академії наук.
Закінчив Національний авіаційний університет, за фахом — інженер-метролог.
До російської збройної агресії проти України працював у сфері маркетингових комунікацій, займався розвитком компаній, виводив на ринок різні бренди. 
Під час Революції гідності був на Майдані, де фіксував події з самого переднього краю.
У березні 2014 потрапив у кримський полон.
В червні 2014-го року як журналіст видання Esquire Ukraine висвітлював діяльність добровольчого батальйону «Азов» - визволення та оборону Маріуполя, бої за Іловайськ. У жовтні 2014 тиждень брав участь у обороні Донецького аеропорту як фронтовий фотограф. 
У листопаді 2016-го на тиждень їздив у промзону Авдіївки як фотограф і журналіст. Зібраний фотоматеріал став основою для виставки "Промка", яка експонувалася в 12-ти країнах світу (Велика Британія, Франція, Італія, Іспанія, Чехія та інші).
В 2018 році реалізував проект "Війна поруч", в рамках якого по середмістю Києва було встановлені прострілені силуети мирних мешканців. Метою проекту було нагадати українцям про життя людей на тимчасово окупованих територіях та про те, що війна на Донбасі триває і далі.
В листопаді 2019го року спільно з Червоним Хрестом в Україні представив проект (фотовиставка та книжка) "Відновлення", присвячений діяльності Червоного Хреста в прифронтові зоні. 

## Творчість
Здебільшого знімає на плівку. Найчастіше використовує у своїх фотографіях чорно-білу палітру.
Публікувався в різних іноземних та вітчизняних виданнях.
Його знімки з Майдану були включені в проєкт «Майдан. Революція духу», виставлялися в Українському домі.
Військові фотографії Олеся стали частиною виставки «Донбас. Війна та мир», виставлялися в Києві, Брюсселі, Страсбурзі, Копенгагені, Лондоні, Празі, Загребі, Нью-Йорку (Міжнародна художня виставка Stand with Ukraine, що відбулася 14—19 квітня 2015 у Gateway Art Center на Мангетені), Вашингтоні.
Учасник кінопроєкту «Heaven Admits no Slaves» Руслана Батицького і Лесі Калинської.
Автор фотоальбому "Промка", присвяченого захисникам промислової зони містечка Авдіївка.

## Громадська діяльність
Працював маркетинг-директором у центрі практичної допомоги захисникам України «Axios Centre». в  2017-18 роках.